# Nguyễn Trung
Nguyễn Trung (sinh năm 1935) là một nhà ngoại giao, cựu đại sứ Việt Nam tại Thái Lan và CHLB Đức, ông cũng từng là cộng tác viên Ban Nghiên cứu của Thủ tướng và là thành viên Viện Nghiên cứu Phát triển (IDS).

## Tiểu sử
Nguyễn Trung sinh năm 1935 tại Hà Nội, vào đảng Cộng sản Việt Nam năm 1965, có thâm niên 40 năm làm việc trong ngành ngoại giao, từng là đại sứ Việt Nam tại Thái Lan và Cộng hòa Liên bang Đức. Sau đó khi trở về nước, ông làm tổng thư ký Hội đồng Kinh tế đối ngoại của Chính phủ, rồi làm trợ lý cho Thủ tướng Võ Văn Kiệt. Ông cũng đã là thành viên Tổ nghiên cứu kinh tế đối ngoại của Thủ tướng Phan Văn Khải, cộng tác viên Ban Nghiên cứu của Thủ tướng.
Ông được biết tới nhiều trong đợt đóng góp ý kiến cho Đại hội Đảng lần thứ 10, qua loạt bài Thời cơ vàng của Đảng ta.
Ông đã là cựu thành viên Viện Nghiên cứu Phát triển IDS (đã tự giải thể để phản đối Quyết định 97 của Thủ tướng Nguyễn Tấn Dũng).

## Chính kiến
Theo BBC Việt ngữ, ngày 9.12.2015, ông cùng với 126 người khác, trong đó có các nhân vật như Nhà nghiên cứu Nguyễn Đình Đầu, Thiếu tướng Nguyễn Trọng Vĩnh, TS Nguyễn Quang A, GS Nguyễn Huệ Chi, GS Hoàng Tụy, GS Nguyễn Đình Cống, GS Tương Lai, Huỳnh Tấn Mẫm, Hồ Ngọc Nhuận, GS Trần Văn Thọ, GS Nguyễn Đăng Hưng, GS Phạm Xuân Yêm..., đã gửi một bức thư ngỏ đến Bộ Chính trị, Ban Chấp hành Trung ương khóa XI, các đại biểu dự Đại hội lần thứ XII và toàn thể đảng viên Đảng Cộng sản Việt Nam. Bức thư đề nghị "đổi tên đảng (không gọi là Đảng Cộng sản); đổi tên nước (không gọi là Cộng hòa xã hội chủ nghĩa); trả lại tự do cho những người khác chính kiến đang bị giam giữ; chấm dứt sự trấn áp và ngăn chặn nhân dân thực hiện quyền tự do dân chủ theo Hiến pháp" đồng thời nêu ý kiến "Thực tiễn của nước ta cũng như trải nghiệm của nhiều nước trên thế giới đã cho thấy rõ sai lầm và thất bại của đường lối xây dựng chủ nghĩa xã hội theo chủ nghĩa Mác - Lênin".

### Bài viết chính đã đăng
- Thời cơ vàng của Đảng Ta (9/1/2006, Vietnamnet)
- Trách Nhiệm Lịch sử: Góp ý đại hội XI (Thời Đại Mới, 7/2010)

### Tác phẩm đã xuất bản
- Vận dụng lợi thế so sánh để phát triển đất nước (Nhà xuất bản Khoa học Xã hội, 1998)
- Hiến dâng (tiểu thuyết, Nhà xuất bản Quân đội Nhân dân, 2000, Nhà xuất bản Lao động tái bản, 2002). VTV3 dựng thành phim Truyền hình 5 tập mang tên Hồi sinh, 2001.
- Dòng đời (Bộ tiểu thuyết 4 tập, Nhà xuất bản Văn nghệ, 2006)
- Lũ (bộ tiểu thuyết thứ hai, tiếp theo bộ Dòng đời, 2 tập, Nhà xuất bản Tre Xanh - USA)
- Sách tham khảo: Nguyên Nguyên - Việt Nam định hướng xã hội chủ nghĩa trong thế giới toàn cầu hóa, Nhà xuất bản Trẻ, TPHCM,2001
- Hồi ký: Tôi làm "chính trị"
- Hồi Ký, final version (4th Draft) Phần một,  Phần hai, Phần ba, Phần bốn – Phục lục
- Tham khảo thêm các bài viết hàng năm, đăng tải trên viet-studies.net của Trần Hữu Dũng
- 3 bài liên quan đến Đại hội XIII của ĐCSVN
  - Nguyễn Trung, "Kiến nghị về Đại hội XIII"
  - Nguyễn Trung, "Hãy xây dựng một Việt Nam của một dân tộc trưởng thành và dấn thân!" (Suy nghĩ về sự lựa chọn của Đại hội XIII cho đất nước)
  - Nguyễn Trung, "Vài suy nghĩ về 3 nhiệm vụ lớn gian khổ phía trước của nước ta"
- Kiến nghị về Đại hội XIII của ĐCSVN